# Ptilocladiopsis
Ptilocladiopsis, monotipski rod crvenih algi smješten u vlastitu porodicu Ptilocladiopsidaceae, dio reda Gigartinales
Jedina je vrsta morska alga P. horrida otkrivena kod obala Napuljskog zaljeva.